# Súng ngắn Makarov
Súng ngắn Makarov hay còn được gọi là Pistolet Makarova ở phương Tây, K59 ở Trung Quốc và Việt Nam (từ tên Type 59 ở Trung Quốc) là một loại súng ngắn bán tự động do Makarov thiết kế vào cuối thập niên 1940, sử dụng loại đạn 9×18mm Makarov. Makarov có uy lực vừa phải, tốc độ bắn nhanh, nhỏ gọn, dễ sử dụng. Thiết kế của loại súng này chịu ảnh hưởng lớn từ khẩu Walther PP của Đức năm 1935. Nó được chấp  nhận trở thành súng ngắn tiêu chuẩn của Quân đội Liên Xô từ năm 1951.

## Lịch sử và hiện tại
Đây là súng ngắn tiêu chuẩn của quân đội Liên Xô trong thời kỳ 1951-1991 và còn là súng ngắn tiêu chuẩn của nhiều quân đội các nước xã hội chủ nghĩa cũ. Nó được sản xuất tại Liên Xô, Bulgaria, Đông Đức và Trung Quốc. Súng được sử dụng nhiều trong Chiến tranh Việt Nam. 
Việc chế tạo súng ngắn PM (Pistol Makarov) là kết quả của cuộc cạnh tranh cho sự phát triển của một khẩu súng ngắn dành cho sĩ quan của Quân đội Xô viết. PM đã cạnh tranh thành công vì kích thước nhỏ, gọn, trọng lượng nhẹ, hộp đạn 8 viên (9×18 mm Makarov). Đạn 9×18 mm có sức xuyên phá mạnh ở tầm gần. Đường kính rãnh dương của nòng súng là 9 mm và đường kính rãnh âm là 9,25 mm, tương ứng với đường kính thật của đầu đạn là 9,25 mm.
PM chiến thắng chung cuộc còn vì cấu tạo đơn giản, ít bộ phận chuyển động, kinh tế, dễ chế tạo, độ chính xác cao, sử dụng tiện lợi, dễ bảo quản, sửa chữa và điều chỉnh. Loại súng này được trang bị phổ biến trong quân đội và cảnh sát cho đến khi xảy ra sự sụp đổ của Liên Xô vào năm 1991. Cho đến nay, PM tiếp tục được sử dụng hiện nay ở nhiều nước trong phe xã hội chủ nghĩa cũ vì độ tin cậy và cấu tạo đơn giản của nó. Các phiên bản của PM vẫn tiếp tục được sản xuất tại Nga, Bulgaria, Trung Quốc. Ở Tiệp Khắc có phiên bản CZ-83 và ở Ba Lan có phiên bản P-64-12 với hộp đạn 12 viên.
Hiện nay, quân đội Nga đang có kế hoạch trang bị súng ngắn Yarygin (Ярыгина), PMM... dần thay thế cho "Makarov" nhưng tại thời điểm này PM vẫn tiếp tục được sử dụng rộng rãi. Riêng Tiệp Khắc đã hoàn toàn thay thế PM bằng CZ-83 có cấu tạo tương tự PM nhưng với hộp đạn 12 viên và cơ chế vận hành búa đập bằng lò xo cuốn thay cho lò xo lá.
Chất lượng súng ngắn ở Nga đã là một vấn đề trong nhiều thập kỷ khi họ vẫn sử dụng những thiết kế đã 70 năm tuổi. Một giảng viên đặc nhiệm FSB Nga cho biết một khẩu súng ngắn Makarov hoặc Yarygin tiêu chuẩn có giá khoảng 300 USD và có thể bắn 4.500 viên đạn cho đến khi một số bộ phận của nó bị hỏng trong khi một khẩu Glock 17 sẽ có giá khoảng 2.000 USD (cao hơn gấp 4 lần so với Mỹ và ở châu Âu do mức thuế để mang Glock 17 đến Nga) và có thể bắn tới 300.000 viên mà vẫn đảm bảo tin cậy. Khoảng cách giữa những khẩu súng lục này là rất lớn.

## Cấu tạo và hoạt động
- Trọng lượng không đạn: 0,73 kg
- Trọng lượng có đạn: 0,81 kg
- Dài: 161,5 mm
- Dày: 30,5 mm
- Cao: 126,75 mm

### Các bộ phận chính
- Thân súng: PM nguyên bản có thân súng bằng thép tôi; ở các phiên bản hiện đại làm bằng hợp kim; có các khe, chốt, khoang để lắp nòng súng, bệ cò, vòng cò, bệ búa, khóa nòng, hộp đạn, ốp báng, chốt an toàn.
- Nòng súng: Dài 93,5 mm, nguyên bản làm bằng thép tôi; ở các phiên bản hiện đại làm bằng hợp kim; gắn cố định vào thân súng.
- Khóa nòng: Kiểu khóa nòng lùi, có hộp chứa kim hỏa và khóa an toàn; đầu ruồi và thước ngắm gắn phía trên khóa nòng.
- Lò xo đẩy về: đồng trục với nòng súng, bao quanh nòng súng.
- Ốp báng: bằng nhựa, có hai kiểu: ốp báng liền và ốp báng rời từng bên.
- Hộp tiếp đạn: sử dụng lò xo đẩy thẳng; chứa 8 viên ở PM nguyên bản, 12 viên ở phiên bản cải tiến (PM-12, CZ-82, CZ-83 và một số phiên bản khác); có chốt chặn khóa nòng báo hết đạn.Cấu tạo bên trong một khẩu súng ngắn Makarov (K-59)

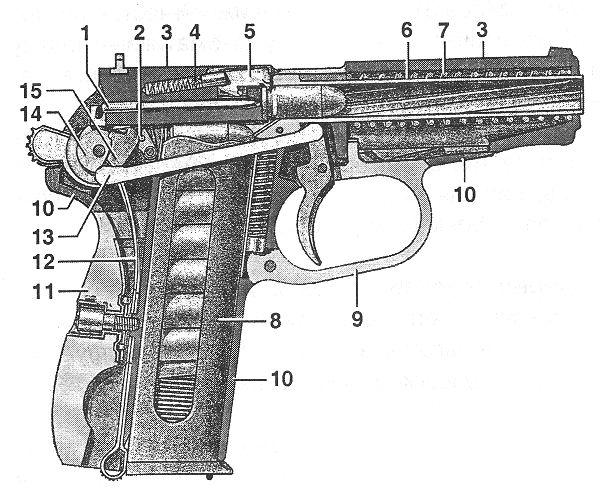
Cấu tạo bên trong một khẩu súng ngắn Makarov (K-59)

### Hoạt động
- Tự động nạp đạn vào buồng đạn bằng lò xo đẩy đạn và lò xo đẩy về của khóa nòng (bán tự động).
- Cò súng quay, kéo lẫy búa thẳng để mở chốt hãm búa.
- Búa đập quay, được đẩy bằng lò xo lá, đập vào kim hỏa; kim hỏa truyền lực đập đến hạt nổ của viên đạn để khai hỏa.
- Sơ tốc đầu đạn: 315 m/giây
- Tốc độ bắn lý thuyết: 550 phát/phút.
- Tốc độ bắn thực tế: 100 phát/phút.
- Tốc độ bắn hiệu quả (do người bắn thực hiện): 32 phát/phút
- Tầm bắn thẳng: 25 m
- Tầm sát thương hiệu quả: 50 m
- Tầm đạn rơi tối đa: 350 m

### Độ tán xạ
- Cự ly 10 m: Bán kính tán xạ 100% số đạn = 3,5 cm; bán kính tán xạ 50% số đạn = 2 cm
- Cự ly 15 m: Bán kính tán xạ 100% số đạn = 5 cm; bán kính tán xạ 50% số đạn = 3 cm
- Cự ly 20 m: Bán kính tán xạ 100% số đạn = 6,5 cm; bán kính tán xạ 50% số đạn = 4 cm
- Cự ly 25 m: Bán kính tán xạ 100% số đạn = 7,5 cm; bán kính tán xạ 50% số đạn = 4,5 cm
- Cự ly 30 m: Bán kính tán xạ 100% số đạn = 9 cm; bán kính tán xạ 50% số đạn = 6 cm
- Cự ly 40 m: Bán kính tán xạ 100% số đạn = 12 cm; bán kính tán xạ 50% số đạn = 7 cm
- Cự ly 50 m: Bán kính tán xạ 100% số đạn = 16 cm; bán kính tán xạ 50% số đạn = 8 cm.

## Súng có cấu tạo và tính năng tương tự
- APS - 56-A-126 (Auto Pistol Stechkin) do kỹ sư Igor Yakovlevich Stechkin thiết kế năm 1948, nhà máy vũ khí Tula sản xuất hàng loạt năm 1951.
- Sauer 38H của nhà sản xuất JP und Sohn Sauer (Đức) thiết kế năm 1938, sản xuất hàng loạt từ năm 1939 đến năm 1945, trang bị cho sĩ quan trung, cao cấp Đức Quốc xã trong Chiến tranh thế giới thứ hai; dùng đạn cỡ 7,65 x 17 mm.
- PCOS Grach - 6P35, còn gọi là Pistol Yarygina do kỹ sư Vladimir Yarygin thiết kế đầu thập niên 90 của thế kỷ trước, được nhà máy vũ khí Izhevsk (IZM) sản xuất hàng loạt từ năm 1995, dùng đạn 9 × 19 mm Parabellum.

## Các quốc gia và vùng lãnh thổ sử dụng Makarov
- Afghanistan[7]
- Angola[7]
- Armenia[7]
- Azerbaijan[7]
- Ba Lan[7] P-64, cải tiến nhỏ ở báng
- Belarus[7]
- Bulgaria[7]
- Cuba[7]
- Cộng hòa Dân chủ Đức: Sao chép nguyên bản PM.[8]
- Gruzia[7]
- Iraq[7]
- Kazakhstan[7]
- Kyrgyzstan[7]
- Lào[7]
- Campuchia
- Latvia[7]
- Liên Xô[9]
- Litva[7]
- Macedonia[7]
- Malta[7]
- Moldova[7]
- Mông Cổ[7]
- Mozambique[7]
- Nga[9]
- Nicaragua[7]
- Syria[7]
- Tajikistan[7]
- Trung Quốc: Được trang bị cho PLA vào năm 1959 nên gọi là K-59, sản xuất trong nước với sự khác biệt nhỏ (chiều rộng của rãnh sắt của khe trượt nhỏ hơn PM và cấu hình của chốt an toàn). K-59 được làm từ thép rèn, tất cả các bộ phận đều bằng kim loại có trộn muối blued.[10]
- Turkmenistan[7]
- Ukraina[7]
- Uzbekistan[7]
- Việt Nam: sản xuất 2 mẫu SN9 (8 viên đạn) và SN9M (12 viên đạn)